# Masahiro万年筆製作所
masahiro万年筆製作所（マサヒロまんねんひつせいさくしょ）は、静岡県静岡市に拠点を置く日本の万年筆メーカー。
現代では手に利用する機会がほとんどない、ゴムの一種であるエボナイトから足動ろくろ(ロクロ旋盤)を使用して一本一本ネジを削り出す昔ながらの万年筆製作を今も続けており、ペン先以外の大半の部品（クリップ・ペン芯・軸・インク吸入機構etc.）も自社生産する。M形吸入方式という独自のインク吸入機構を搭載する万年筆を開発した（The M-type filling system）。

## 概要
日本・静岡県静岡市に拠点を置く万年筆製作メーカー。1998年12月18日に代表者内野成広(うちのまさひろ)が1人で創業。現在に至るまで代表者1人で製作しており、世界で最小規模の万年筆メーカーという看板を掲げ、手づくりで万年筆(M形吸入方式万年筆)を製作する。
製作している万年筆を構成する部品の大半にはエボナイトが使用されている。
他に類を見ないほどエボナイトに対する徹底したこだわりを持ち、厳選した工芸用エボナイト素材を輸入し商品を製作している。
万年筆の軸からペン芯までエボナイトで一本一本、手作業で削り出しており、ペン先以外は全て自社生産をしている。
かつては、万年筆の他にボールペンなども製作していたが、現在は生産終了。
商品の直販はせず、東京・新宿にあるキングダムノート(シュッピン株式会社)がmasahiro万年筆製作所製品の指定販売店となっている。同社は2018年からmasahiro万年筆製作所製品の取扱を開始。
2020年度に放送されたTBS日曜劇場 『半沢直樹』の劇中にてmasahiro万年筆製作所のM形吸入方式が登場し、インク吸入動作が放映された。

## M形吸入方式
M形吸入方式はmasahiro万年筆製作所が独自に開発した万年筆のインク吸入方式。
M形吸入方式という名称の由来について、「M」はmasahiro万年筆製作所の頭文字ではなく開発当時問題点を抜本的に解決する方法を見いだしたときのきっかけとなった出来事が由来、「形」は長さを測定するノギスの最も標準的なタイプであるモーゼル形ノギスの略称「M形ノギス」の「形」に由来するとのことである。
旧来のインク止め式は首を外してインクをスポイトで入れる方式であるが、軸後端を上下させて吸入するシステムと誤解されていることから、この誤解通りの吸入方式を実現すべく開発されたインク吸入システムとされる。公式サイトによると、自動車のディスクブレーキにヒントを得て開発された吸入方式とのこと。従来のインク吸入方式に比べて万年筆の軸内部に注入出来るインクの容量が非常に多く、吸入機構が合理的なため、安定して満タン吸入できるという特徴がある。
劣化する消耗品を一切使用せず、インク吸入機構の主要部品をエボナイトや耐久性の高い素材で製作していることから、完全なメンテナンスフリー性を実現したとされる。
またM形吸入方式は旧来のインク止め式がベースとなっているため、インク止め式としての機能も完備しており、首を外してスポイトでインクを入れたり排出したりすることも可能で、軸後端ネジを閉めれば軸内部の空気圧やインクを完全に遮断できる。
具体的なインク吸入方法はペン先をインクにつけ、軸後端を引き出し、上下の往復動作を繰り返す方法により、満タンになると往復動作が重くなり、ペン先から空気が出なくなることで確認出来るというもの（公式youtubeチャンネルを参照）。デモンストレーター用の透明軸も製造していたが、現在は生産終了の模様。
旧モデルはパイロットコーポレーション社のペン先を公認のうえ許諾を得て使用していたが、現在はmasahiro万年筆製作所のロゴ刻印が付されたドイツ製ペン先を使用している。